# Rijksbeschermd gezicht 's-Gravenhage - Benoordenhout
Gezicht 's-Gravenhage - Benoordenhout is een van rijkswege beschermd stadsgezicht in de wijk Benoordenhout in Den Haag in de Nederlandse provincie Zuid-Holland. De procedure voor aanwijzing werd gestart op 1 oktober 1994. Het gebied werd op 29 oktober 1996 definitief aangewezen. Het beschermd gezicht beslaat een oppervlakte van 250,3 hectare.
Panden die binnen een beschermd gezicht vallen krijgen niet automatisch de status van beschermd monument. Wel zal de gemeente het bestemmingsplan aanpassen om nieuwe ontwikkelingen in het gebied te reguleren. De gezichtsbescherming richt zich op de stedenbouwkundige en cultuurhistorische waardering van een gebied en wil het toekomstig functioneren daarvan veiligstellen.